# Erik Heyden
Erik Heyden (* 11. März 1984 in Dresden) ist ein ehemaliger deutscher Turniertanzsportler (Standard und Latein), Sportfunktionär und amtierender Landessportwart des sächsischen Landestanzsportverbandes.

## Leben
Heyden nahm nach dem Abschluss der Schulausbildung mit dem Abitur ein Studium der Architektur und Geografie an der Technischen Universität Dresden auf, welches er erfolgreich als Diplomgeograf abschloss. Aktuell ist Erik Heyden im Bereich der erneuerbaren Energien tätig.

## Tanzsport
Bereits frühzeitig entwickelte Erik Heyden eine Leidenschaft für den Tanzsport. Im Jahr 1988 tat er im Alter von 4 Jahren die ersten Schritte auf dem Parkett des Jugendhauses in Dresden-Cotta unter der Leitung von Matthias Kläßig. Seitdem war er ununterbrochen im Tanzsport aktiv. Es folgte im Jahr 1990 der Wechsel in die Tanzgruppe des Eissportclubs Dresden mit seiner damaligen Partnerin Nicole Koch. Später erfolgte der Wechsel des Paares zum Tanzclub Saxonia Dresden, für den Erik Heyden 1994 das erste Turnier bestritt. Nach weiteren Partnerinnenwechseln (u. a. Jana Schöbel, Sindy Reimelt, Annett Müller) und ersten tanzsportlichen Erfolgen lernte er im Mai 2000 schließlich Julia Luckow kennen. Wenige Monate später begannen sie ihre gemeinsame Tanzpartnerschaft. Mit Luckow erfolgte schließlich der Wechsel zum TSC Excelsior Dresden e. V.
Das Paar spezialisierte sich in den nächsten Jahren auf die Königsdisziplin des Tanzsports, den Kombinationswettkampf über alle 10 Turniertänze. Während das Paar bereits in der Jugend (bis 18 Jahre), Hauptgruppe (bis 28 Jahre) und Hauptgruppe II (bis 35 Jahre) eine Vielzahl nationaler Erfolge feiern konnte, gelang ihnen der internationale Durchbruch mit dem Erreichen der Seniorenklasse. 2018 wurde das Paar im Rahmen der Deutschen Meisterschaft der Senioren erstmals Deutscher Meister der Kombination. Ebenfalls 2018 wurde das Paar deutscher Meister der Einzeldisziplin Latein. Erik Heyden und Julia Luckow gehören zu den wenigen Paaren in der Geschichte des deutschen Tanzsportverbandes (DTV), welchen es gelungen ist in einem Jahr sowohl den Kombinationstitel als auch den Einzeltitel zu gewinnen. Es folgten weitere nationale und internationale Titel. Ebenfalls 2018 errangen sie den Vizeweltmeistertitel der Kombination im rumänischen Sibiu sowie den 1. Platz bei der Nordeuropameisterschaft in Dresden. 2019 wurden Erik und Julia im ungarischen Szombathely erstmals Weltmeister in der Kombination. Die Titelverteidigung im Jahr 2020 war indes leider nicht erfolgreich. Im französischen Lyon erreichten sie den 3. Platz bei der WM und konnten somit zumindest ihren Medaillensatz komplettieren.
Auch in den Einzeldisziplinen zeigte sich das Paar konkurrenzfähig. Nach dem Sieg des Deutschlandpokals der Hauptgruppe II Latein im Jahr 2017 in Düsseldorf wurden sie 2018 erstmals Deutscher Meister der Senioren I Latein. 2019 konnten sie den Titel erfolgreich verteidigen.
Das Paar ist Teil des sächsischen Landeskaders und des Team13 Latein.
Neben dem aktiven Turniersport ist Erik Heyden ehrenamtlich im Tanzsport aktiv. Nach einer achtjährigen Tätigkeit im Vorstand des TSC Excelsior Dresden wechselte er 2017 in den Vorstand des Landestanzsportverbandes Sachsen. Dort ist er als Landessportwart tätig.

## Erfolge

### Landesmeisterschaften Sachsen (21 Titel)
- 23 × 1. Platz LM Standard/Latein (2011 – amtierend)[5]

### Deutschlandpokal
- 3. Platz Deutschlandpokal HGR II S Latein (2012)
- 2. Platz Deutschlandpokal HGR II S Latein (2014)
- 3. Platz Deutschlandpokal HGR II S Kombination (2015)
- 1. Platz Deutschlandpokal HGR II S Kombination (2016)
- 3. Platz Deutschlandpokal HGR II S Standard (2017)
- 1. Platz Deutschlandpokal HGR II S Kombination (2017)
- 1. Platz Deutschlandpokal HGR II S Latein (2017)

### Deutsche Meisterschaft
- 1. Platz Deutsche Meisterschaft SEN I S Kombination (2018), Pirna[6]
- 1. Platz Deutsche Meisterschaft SEN I S Latein (2018), Heilbronn[7]
- 1. Platz Deutsche Meisterschaft SEN I S Latein (2019), Dresden[8]
- 3. Platz Deutsche Meisterschaft SEN I S Standard (2019), Karlsruhe[9]
- 1. Platz Deutsche Meisterschaft SEN I S Kombination (2019), Norderstedt[10]
- 1. Platz Deutsche Meisterschaft SEN I S Kombination (2021), Kamen[11]
- 1. Platz Deutsche Meisterschaft SEN I S Kombination (2022), Klein Nordende[12]
- 1. Platz Deutsche Meisterschaft SEN I S Latein (2022), Darmstadt[13]

### Europameisterschaft
- 1. Platz Nordeuropameisterschaft SEN I S Latein (2018), Dresden[14]
- 1. Platz Nordeuropameisterschaft SEN I S Latein (2019), Oslo[15]

### Weltmeisterschaft
- 2. Platz Weltmeisterschaft SEN I S Kombination (2018) Sibiu, Rumänien[16][17]
- 7. Platz Weltmeisterschaft SEN I S Latein (2018) Miami, USA
- 15. Platz Weltmeisterschaft SEN I S Standard (2018) Miami, USA
- 1. Platz Weltmeisterschaft SEN I S Kombination (2019) Szombathely, Hungary
- 9. Platz Weltmeisterschaft SEN I S Latein (2019), Ostrava, Polen[18]
- 3. Platz Weltmeisterschaft SEN I Kombination (2020), Lyon, Frankreich[19]
- 3. Platz Weltmeisterschaft SEN I S Latein (2021), Rotterdam, Niederlande[20]
- 1. Platz Weltmeisterschaft 10 Tänze Kombination (2023), Dresden, Deutschland